# Mészáros Tamás (közgazdász)
| Mészáros Tamás                            | Mészáros Tamás                                                         |
| Kattints az alábbi külső linkek egyikére! | Kattints az alábbi külső linkek egyikére!                              |
| ----------------------------------------- | ---------------------------------------------------------------------- |
| Nem található szabad kép.(?)              |                                                                        |
| külső link · jogvédett                    | Interjú Mészáros Tamással a BCE rektorával. Eduline. 2011. december 9. |

Mészáros Tamás (Eger, 1946. november 18. –) magyar közgazdász, a Budapesti Corvinus Egyetem rektora, a Stratégia és Projektvezetés Tanszék egyetemi tanára, egyetemi doktor, a Magyar Tudományos Akadémia kandidátusa.

## Egyetemi pályája
Középiskolába az egri Dobó István Gimnáziumba járt. 1970-ben végzett a Marx Károly Közgazdaságtudományi Egyetem, a Corvinus jogelődje ipar szakán. 1972-ben az AIESEC támogatásával másfél hónapot töltött Londonban. Ugyaneddig egyetemi gyakornok, majd 1978-ig egyetemi tanársegéd, amikor egyetemi adjunktusként kezdett el dolgozni, egészen 1984-ig. Eközben – 1981–1984 között – az Akadémiai Kiadó gazdasági igazgatója volt. 1984–1991 között egyetemi docens volt, ekkor egyetemi tanár lett.
Az egyetemen többféle megbízatása volt: az Ipari Kar dékánhelyettese, az Ipargazdaságtan ill. BKE Alkalmazott Gazdaságtan Tanszék vezetője, rektorhelyettes, a BKÁE Kisvállalkozás-fejlesztési Központ igazgatója. 2000-ben néhány hónapig megbízott rektor volt, Palánkai Tibor lemondása után. Rektornak először 2003 végén választották, a hivatalban lévő rektort, Chikán Attilát győzte le. 2007 őszén újabb négy évre újraválasztották. 2005-től a Vállalkozásfejlesztési Intézet is vezeti.
Angolul és oroszul középfokon beszél.

## Magánélete
Családja egri származású, de Budapestre költöztek.
Feleségét az egyetemi néptánccsoportban ismerte meg, két gyermekük van. Lányuk jogász-közgazdász végzettségű (az ő fia Békés Benjámin, Mészáros Tamás egyetlen unokája). Öccse az Általános Vállalkozási Főiskolán végzett.
Futballozott, majd vízipólózott, kosárlabdázott. Az egyetemen már nem kosarazott, de játékvezető volt.

## Megbízatásai a gazdaságban
Az egyetemi tennivalók mellett az 1980-as évek végétől számos megbízatást töltött be a gazdaságban. Ezek:
- 1988-1991 - az Economix igazgatósági tagja.
- 1989-1991 - a MÜÁRT Rt. igazgatósági tagja.
- 1991-1997 - az Ikarus felügyelő bizottsági tagja.
- 1993-tól - a MASPED felügyelő bizottsági elnöke.
- 1993-1997 - képviselő a Nyugdíjbiztosítási Önkormányzatban.
- 1994-1996 - a Nyugdíjbiztosítási Önkormányzat elnöke.
- 1997-1998 - az ÁPV Rt. igazgatósági elnöke.
- 1998-2002 - az Ipar a Műszaki Fejlesztésért Alapítvány kuratóriumi tagja.
- 2001-2002 - az ERAVIS felügyelő bizottsági tagja.
- 2002-2006 - az ÁPV Rt. igazgatósági elnöke.
- 2006-tól - a Richter Gedeon Nyrt. igazgatósági tagja.

## Díjai, kitüntetései
- 1997 - A Magyar Köztársasági Érdemrend kiskeresztje
- 2003 - Doctor honoris causa (Miskolci Egyetem)
- 2006 - a Magyar Köztársasági Érdemrend középkeresztje

## Művei
- A sikeres vállalati tervezés szervezési feltételei; Közgazdasági és Jogi, Bp., 1984 (Szervezettség és hatékonyság)
- Múlt és jövő a vállalati tervezésben; Közgazdasági és Jogi, Bp., 1987
- A stratégia jövője, a jövő stratégiája; Aula, Bp., 2002
- Jelen Tibor–Mészáros Tamás: Tervezés. Stratégia, taktika, üzlet; Aula, Bp., 2008 (Bologna-tankönyvsorozat)
- A Budapesti Corvinus Egyetem első nyolc éve. Ahogy én láttam; összeáll. Mészáros Tamás, szerk. Alföldiné Dán Gabriella; Budapesti Corvinus Egyetem–Kossuth, Bp., 2012